# Brisingr
Brisingr er en fantasyroman, skrevet af den amerikanske forfatter Christopher Paolini. Bogen udkom i 2008, og fik dansk oversættelse samme år. Den er tredje bind i Arven-trilogien om dragerytteren Eragon og hans trofaste drage Saphira, som må bekæmpe den onde konge Galbatorix i den fiktiv verden kaldet Alagaësia. Brisingr er i delt op i to bøger, og det var meningen det skulle være den sidste bog i Arven-serien, men Paolini valgte af flere grunde at udvide historien. Den efterfølges således af Arven, der udkom i 2012.
| Bog | Spire Denne artikel om bøger og tidsskrifter er en spire som bør udbygges. Du er velkommen til at hjælpe Wikipedia ved at udvide den. |